# Tim Ream
Timothy Michael „Tim” Ream (ur. 5 października 1987 w Saint Louis, Missouri) – amerykański piłkarz występujący na pozycji środkowego obrońcy. Zawodnik klubu Charlotte FC.

## Kariera klubowa
Ream karierę rozpoczynał w 2006 roku w zespole Saint Louis Billikens z Saint Louis University. W 2008 roku odszedł do Chicago Fire Premier, grającego w USL Premier Development League. W 2010 roku trafił do ekipy New York Red Bulls, występującej w MLS. W tych rozgrywkach zadebiutował 28 marca 2010 roku w wygranym 1:0 meczu z Chicago Fire. 11 września 2010 roku w wygranym 3:1 pojedynku z Colorado Rapids strzelił pierwszego gola w MLS. W tym samym roku zajął z klubem 3. miejsce w MLS. Następnym klubem Reama został Bolton Wanderers.

## Kariera reprezentacyjna
W reprezentacji Stanów Zjednoczonych Ream zadebiutował 17 listopada 2010 roku w wygranym 1:0 towarzyskim meczu z RPA.